# 折原美樹
折原 美樹（おりはら みき、Miki Orihara、1960年12月1日 - ）は、日本、アジア、北アメリカ、南アメリカ、ロシア、ヨーロッパ、他で活動するダンサー、振付師、パフォーミングアーティスト。英語表記は「Miki Orihara」。マーサ・グラハム・ダンスカンパニー・プリンシパルダンサー。マーサ・グラハム舞踊学校（ニューヨーク）、アルビン・エイリー・アメリカン・ ダンスセンター（ニューヨーク）、ペリダンス・カペジオ・ダンス・センター（ニューヨーク）、新国立劇場（東京）各講師。ニューヨーク大学、コロンビア大学、ハートスクール、ハートフォード大学、フロリダ州立大学、カリフォルニア大学ロサンゼルス校、ウェズリアン大学、Henny Jurriëns Stichting（オランダ）、Les Etés de la Danse（パリ）、Arts International（モスクワ）各客員講師。東京都新宿区出身、米国ニューヨーク在住。夫はダンサー、振付師のスティーブン・ピアStephen Pier  。

## 略歴
文化学院卒業後、米国ニューヨークに移住。ジョフリーバレエ学校、アルビン・エイリー・アメリカン・ダンスセンター、マーサ・グラハム舞踊学校にて研鑽。1983年マーサ・グラハム・アンサンブルの結成メンバーとなり、1987年正式入団。 マーサ・グラハム、トワイラ・サープ、ロバート・ウィルソン等の作品、ブロードウェイ・ミュージカルに出演。大江千里 、野澤美香、mishmashなどクリエーターとコラボレーションを行う。グラハム・テクニックにおいては、マーサ・グラハム本人、ユリコ、ソフィー・マスローに教えを受ける。。

## 受賞
2010年「ベッシィー賞」ニューヨーク・ダンス・パフォーマンス・アワード

## メディア

### 舞台
1995年
- 11月「Searching Dimensions」Space Untitled（ニューヨーク）

1996年
- 7月「Passage」「Serious Garden」Pappa Cafe（東京）

1997年
- 4月「王様と私」Neil Simon Theater, ブロードウェイ（ニューヨーク）

2001年
- 3月「VOICE」M-deux Ballet（名古屋）

2007年
- 7月「Stars of Ballet」Lake Placid（ニューヨーク）Nilas Martin & Frineds
- 7月「Hamburg Ballet Nijinsky Gala」（ドイツ、ハンブルグ）

2008年
- 7月「STAGE」M-deux Ballet（名古屋）

2012年
- 10月 The University of Michigan tribute to Mrs. Betty Ford（ミシガン）[10]

2013年
- 11月「Surreal Graham」Martha Graham Studio Theater（ニューヨーク）

2014年
- 5月「共鳴 - Resonance」ラ・ママ劇場（ニューヨーク）
- 5月「Dancing for JAPAN 2014」ラ・ママ劇場（ニューヨーク）
- 9月「Circle of Wind: Benefit Concert」Merkin Concert Hall（ニューヨーク）
- 11月「Nocturne」Kaatsbaan International Dance Center（ニューヨーク）
- 12月「Performa」Art Basel - Ryan McNamara's Exhibition（マイアミ）

2015年
- 3月「TAKE Dance」Michael Schimmel Center For The Arts（ニューヨーク）
- 5月「共鳴 - Resonance」シアター・オブ・幽玄（サンフランシスコ）
- 6月「共鳴 - Resonance」Cafe Belcampo（オランダ、アムステルダム）
- 11月「Satyric Festival Song」(Graham) Kaatsbaan International Dance Center（ニューヨーク）
- 11月「Richard & Mika Stoltzman Recital」Carnegie Hall ( ニューヨーク）
- 11月「In The Box」Martha Graham Dance Company ? Studio 1（ニューヨーク）

2016年
- 4月「Resonance」東日本大震災＆熊本地震のチャリティコンサート (ホノルル）
- 5月「Resonance」ジャパンデイ（ニューヨーク）
- 5月「Resonance / Answer July」シアター・オフ・幽玄（サンフランシスコ）
- 6月「Artists for World Peace」ガラ公演（コネチカット）
- 7月「共鳴 - Resonance & Answer July」Cafe Belcampo（オランダ、アムステルダム）
- 10月「Passage」(Erdman) 92nd Y, NYC
- 11月「共鳴 - Resonance」石井漠・土方巽記念 国際ダンスフェスティバル
- 11月「broken memory」Kanopy Dance Co. (マジソン、ウィスコンシン）
- 12月「共鳴 - Resonance」Kaatsbaan International Dance Center(ニューヨーク）

### 映像
1995年
- 11月「Martha Graham in Japan」 NHK[11]

2008年
- 1月「Cave of the Heart - Medea Solo」Martha Graham Dance Company[12]

2011年
- 4月「Dances for an iPhone」Dances for an iPhone by Richard Daniels[13]

2012年
- 11月「Conversations」A dance based on the music of David Rosenmann[14]

2014年
- 6月「Japanese Dancer, Miki Orihara」Director+Cam+Edit : Tomoko Mikanagi, Music : 大江千里[15]
- 4月「Making Resonance」film by Antonia Kristina Miranda[16]
- 8月「The Dryad Project」by Luis Tenting, Jean Erdman's "Hamadryad" Behind the scene[17]
- 9月「Memory Current」by Adam Barruch at Merkin Concert Hall for Circle Wind benefit concert,Video Production: Un-Nun Productions LLC [18]

2015年
2016年
- 4月「broken memory」filmed, directed and edited by Tomoko Mikanagi, choreographed and danced by Miki Orihara, it will be screened at Dance on Camera, Lincoln Center, NYC at Walter Reade Theatre on Feb 4th, 2017 at 3pm.

### モデル
2007年
* 10月「ユニクロ」

### 監督・監修
2019年
・12月「Martha Graham Dance Technique Intermediate/Advanced Level」
2017年
・7月　「Martha Graham Dance Technique Beginner Level」
2014年
- 5月「Dancing for JAPAN 2014」ラ・ママ劇場（ニューヨーク）
- 6月「mishmash＊Miki Orihara」ミュージック・ビデオ[20] 「手を伸ばして、私にふれるまで、ぎゅっと」[21]「ディン・ドーン」[22]

### 書籍
2006年
* 12月「Acts of LightMartha Graham in the Twenty-first Century」Nan Deane Cano (Author), John Deane (Photographer)

### インタビュー・記事
2014年
- 4月「Miki Orihara on her First Solo Concert Resonance」New York Dance Up Close[23]
- 5月「A Minute of Miki Orihara on Graham」New York Dance Up Close[24]
- 5月「Miki Orihara & Adam Barruch on "Memory Current"」New York Dance Up Close[25]
- ?月「コンテンポラリーダンス x 音楽 魅惑のコラボレーション mishmash Miki Orihara」音楽ナタリー[26]

2015年
- 3月「Fujisankei Communications International, Inc.」折原美樹 人はみな踊っている
- 7月「TRIPLE DOG DARE」Going Solo, A Conversation with Miki Orihara[27]
- 11月「The Dance Enthusiast Asks」The Dance Enthusiast[28]

2016年
- 10月「クレアハートな日々」クレアファイブメールマガジン 9回続き